# Miguel Prado Paz
Miguel Prado Paz (* 1. August 1905 in Tingüindín; † 16. Februar 1987 in San Miguel de Allende) war ein mexikanischer Komponist.

## Leben
Prado kam mit seiner Familie 1911 nach Mexiko-Stadt, wo er u. a. das Colegio de Infantes besuchte. 1921 gründete er mit Freunden eine Musikgruppe, mit der er bei Feiern, in Nachtclubs und Cabarets auftrat. Bald wurde er als Komponist bekannt mit Liedern wie Culpable no eres tú, Corazón dormido, Qué sabes tú und No puede ser. Neben eigenen Texten vertonte er Gedichte von Gabriel Luna de la Fuente (Duerme, Me muero sin ti, Odio), Ricardo López Méndez (Mentira, Nube, Prisa), José Antonio Zorrilla (Egoísmo, Frente al espejo, No es posible) und Mario Molina Montes (Cuéntame un cuento).
Er komponierte auch für den Rundfunk und das Revuetheater, so den Song Duerme nach einem Text von Gabriel Luna de la Fuente, der in der Interpretation von Pedro Infante in Joselito Rodríguez’ Film Angelitos Negros bekannt wurde. In den 1950er Jahren unternahm er eine erfolgreiche Konzerttournee durch die Antillen und die USA und wurde nach seiner Rückkehr künstlerischer Leiter des Rundfunksenders Angelitos Negros. Später wechselte er zum Sender XEW, wo seine Songs von Sängern wie Alfonso Ortiz Tirado und José Mojica interpretiert wurden.